# Spirito DiVino Tour Mondiale
Spirito DiVino Tour Mondiale è la sesta tournée di Zucchero Fornaciari, finalizzata a promuovere l'album Spirito DiVino del 1995.

## Il tour
Iniziata il 18 settembre 1995 a Brescia e conclusasi il 31 luglio 1996 a Civitanova Marche, la tournée durò circa un anno. Questo fu il primo tour mondiale di Zucchero Fornaciari, in quanto il precedente L'Urlo Tour Europa Italia non era andato oltre i confini europei.
Si divise in due anni, il 1995 con 52 concerti, e il 1996 con 67 concerti, per un totale di 119 serate, e vide la partecipazione di alcuni ospiti illustri quali Eric Clapton, Brian May, Francesco De Gregori e Buddy Guy (al World Rhythm Festival). Complessivamente il tour richiamò circa 1 400 000 spettatori.

## Le tappe

### 1995
- 18 settembre,  Italia, Brescia
- 19 settembre,  Italia, Torino
- 21 settembre,  Italia, Genova
- 22 settembre,  Italia, Bologna (ospite Brian May)
- 24 settembre,  Italia, Acireale
- 25 settembre,  Italia, Reggio Calabria
- 26 settembre,  Italia, Bari
- 28 settembre,  Italia, Verona
- 29 settembre,  Italia, Roma
- 30 settembre,  Italia, Napoli (ospite Corrado Rustici)
- 2 ottobre,  Italia, Roma (ospite Francesco De Gregori)
- 3 ottobre,  Italia, Firenze
- 5 ottobre,  Italia, Bolzano
- 6 ottobre,  Italia, Treviso
- 7 ottobre,  Italia, Treviso
- 9 ottobre,  Italia, Milano, Mediolanum Forum
- 11 ottobre,  Italia, Milano, Mediolanum Forum
- 19 ottobre,  Italia, Milano, Mediolanum Forum
- 17 ottobre,  Svizzera, Bellinzona
- 19 ottobre,  Lussemburgo, Dudelange
- 21 ottobre,  Germania, Neu-Isenburg
- 22 ottobre,  Germania, Ludwigsburg
- 23 ottobre,  Germania, Monaco di Baviera
- 25 ottobre,  Germania, Berlino
- 26 ottobre,  Germania, Amburgo
- 27 ottobre,  Germania, Düsseldorf
- 29 ottobre,  Germania, Mannheim
- 30 ottobre,  Paesi Bassi, L'Aia
- 31 ottobre,  Belgio, Bruxelles
- 2 novembre,  Regno Unito, Londra
- 3 novembre,  Regno Unito, Londra (ospite Eric Clapton)
- 5 novembre,  Austria, Vienna
- 6 novembre,  Austria, Graz
- 7 novembre,  Austria, Telfs
- 9 novembre,  Svizzera, Ginevra
- 10 novembre,  Svizzera, Zurigo
- 11 novembre,  Francia, Mulhouse
- 13 novembre,  Francia, Grenoble
- 14 novembre,  Francia, Nizza
- 15 novembre,  Francia, Marsiglia
- 17 novembre,  Francia, Metz
- 18 novembre,  Francia, Parigi
- 19 novembre,  Francia, Lione
- 22 novembre,  Spagna, Madrid
- 23 novembre,  Spagna, Barcellona
- 25 novembre,  Portogallo, Lisbona
- 28 novembre,  Danimarca, Copenaghen
- 29 novembre,  Svezia, Stoccolma
- 15 dicembre,  Italia, Perugia
- 17 dicembre,  Italia, Bassano del Grappa
- 19 dicembre,  Italia, Forlì
- 20 dicembre,  Italia, Parma

### 1996
- 11 aprile,  Messico, Città del Messico, Metropolitan
- 13 aprile,  Stati Uniti, San Francisco, CA, The Warfield
- 14 aprile,  Stati Uniti, Los Angeles, CA, House Of Blues
- 15 aprile,  Stati Uniti, Los Angeles, CA, House Of Blues
- 17 aprile,  Stati Uniti, Chicago, IL, Park West Theatre
- 19 aprile,  Canada, Toronto, ON, Massey Hall
- 22 aprile,  Stati Uniti, New York, NY, Beacon Theatre
- 2 maggio,  Francia, Strasburgo
- 3 maggio,  Francia, Troyes
- 4 maggio,  Francia, Valenciennes
- 6 maggio,  Francia, Digione
- 7 maggio,  Francia, Metz
- 9 maggio,  Francia, Grenoble
- 10 maggio,  Francia, Saint-Étienne
- 11 maggio,  Francia, Clermont-Ferrand
- 13 maggio,  Francia, Nizza
- 14 maggio,  Francia, Marsiglia
- 15 maggio,  Francia, Perpignano
- 16 maggio,  Francia, Cannes
- 17 maggio,  Liechtenstein, Open Air Festival
- 18 maggio,  Francia, Limoges
- 20 maggio,  Francia, Poitiers
- 21 maggio,  Francia, Tours
- 23 maggio,  Francia, Tolosa
- 24 maggio,  Francia, Bordeaux
- 25 maggio,  Germania, Nürburgring, Rock am Ring Open Air Festival
- 26 maggio,  Germania, Monaco di Baviera, Rock im Park Open Air Festival
- 28 maggio,  Francia, Angers
- 30 maggio,  Francia, Brest
- 31 maggio,  Francia, Nantes
- 1º giugno,  Francia, Rennes
- 3 giugno,  Francia, Rouen
- 4 giugno,  Francia, Caen
- 6 giugno,  Francia, Le Havre
- 7 giugno,  Francia, Amiens
- 8 giugno,  Francia, Lilla
- 10 giugno,  Belgio, Liegi
- 11 giugno,  Lussemburgo, Differdange
- 12 giugno,  Francia, Strasburgo
- 14 giugno,  Francia, Parigi, Zenith
- 15 giugno,  Francia, Noyelle
- 16 giugno,  Francia, Zurigo, Open Air Festival
- 17 giugno,  Francia, Lione, Open Air Festival
- 19 giugno,  Croazia, Fiume
- 20 giugno Pavarotti International
- 21 giugno,  Francia, Parigi, Fete De La Musique Place De La Republique
- 3 luglio,  Germania, Friburgo in Brisgovia, Open Air Festival
- 6 luglio,  Germania, Amburgo, Stadtpark Open Air Festival
- 7 luglio,  Danimarca, Midtfyns Open Air Festival
- 8 luglio,  Germania, Bielefeld
- 10 luglio,  Grecia, Atene
- 11 luglio,  Svizzera, Montreux, Jazz Festival
- 12 luglio,  Francia, Divonne-les-Bains
- 13 luglio,  Francia, Marignane
- 15 luglio,  Italia, Merate, Campo Sportivo
- 17 luglio,  Italia, Milano, Stadio San Siro, World Rhythm Festival (ospite Buddy Guy)
- 18 luglio,  Italia, Sanremo, Campo Sportivo
- 19 luglio,  Italia, Castiglione delle Stiviere, Stadio Comunale
- 20 luglio,  Austria, Spittal an der Drau, Open Air Festival
- 22 luglio,  Francia, Calais
- 23 luglio,  Paesi Bassi, Amsterdam
- 25 luglio,  Francia, Ajaccio, Open Air Festival
- 26 luglio,  Francia, Bastia
- 27 luglio,  Italia, Arbatax (OG), Nuoro Festival Rocce Rosse
- 28 luglio,  Italia, Latina, Stadio Comunale
- 30 luglio,  Italia, Bernalda, Campo Sportivo
- 31 luglio,  Italia, Civitanova Marche, Stadio Comunale

## La scaletta
- Intro
- Voodoo Voodoo
- Datemi una pompa
- O.L.S.M.M
- Pane e sale
- Il volo
- Papà perché
- Così celeste
- Overdose (d'amore)
- Il mare impetuoso al tramonto salì sulla Luna e dietro una tendina di stelle
- Dune mosse
- Diamante
- Con le mani
- Diavolo in me
- Madre dolcissima
- X colpa di chi
- Un piccolo aiuto
- Iruben Me
- Senza una donna
- Solo una sana e consapevole libidine salva il giovane dallo stress e dall'Azione Cattolica
- Hai scelto me

## La band
La band fu arricchita di qualche elemento, visto l'arrangiamento e lo stile nuovo dei brani, rispetto ai tour precedenti:
- Luciano Luisi (tastiere)
- Polo Jones (basso)
- James Thompson e Massimo Greco (fiati)
- Mario Schiliro' (chitarra)
- Frank Tontoh (batteria)
- Derek Wilson (batteria) (nella seconda parte del tour dal 1996)
- Lisa Hunt e Mino Vergnaghi (cori)